# Аргунский 1-й казачий полк
1-й Аргунский полк Забайкальского казачьего войска — иррегулярная кавалерийская воинская часть Русской императорской армии.

## Формирование полка
Полк сформирован 1 января 1900 г. из 7-й, 8-й и 9-й сотен 1-го Нерчинского казачьего полка и трёх вновь сформированных сотен под именем 4-й Забайкальский казачий полк; 17 января того же года назван 1-й Аргунский полк Забайкальского казачьего войска. Полк унаследовал знамя русского № 4-го полка Забайкальского казачьего войска, пожалованное 6 декабря 1852 года.

## Кампании полка
Аргунский полк принимал участие в подавлении Боксёрского восстания в Китае и русско-японской войне (в составе Уральско-Забайкальской казачьей дивизии). Участвовал в Первой мировой войне на Западном фронте в составе 1-й Забайкальской казачьей дивизии. В составе дивизии принимал участие в Брусиловском прорыве.
После Октябрьской революции перешёл на сторону большевиков. Под командованием Сергея Лазо участвовал в боях с отрядами атамана Семёнова в составе Забайкальского фронта.

## Знаки отличия полка
- Шесть серебряных Георгиевских труб с надписью «За отличие в Северной Маньчжурии в 1900 г.» в 1-й, 2-й и 4-й сотнях, пожалованные 19 февраля 1903 года[1].
- Знаки отличия на головные уборы с надписью «За отличие в войну с Японией в 1904 и 1905 годах», пожалованные 30 июля 1911 года[1].

## Командиры полка
- 1.01.1900 — 17.07.1903 — полковник Дудкин, Иван Васильевич
- 17.07.1903 — 30.07.1904 — полковник Трухин, Иван Евдокимович
- 29.09.1904 — 04.04.1906 — полковник Логинов, Александр Матвеевич
- 19.06.1906— 20.04.1910 — полковник Софронов, Александр Дмитриевич
- 05.05.1910 — 15.07.1911 — полковник Колосовский, Андрей Павлович
- 15.07.1911 — 25.11.1913 — полковник Крымов, Александр Михайлович
- 19.02.1914 — 03.12.1914 — полковник Аветисов, Александр Григорьевич
- 03.12.1914 — 18.02.1916 — полковник Шильников, Иван Фёдорович
- 18.02.1916 — полковник Казачихин, Владимир Иванович

## Известные люди, служившие в полку
- барон Унгерн-Штернберг, Роман Фёдорович фон — участник Белого движения.
- князь Бермондт-Авалов, Павел Михайлович — участник Белого движения.